# Lawndale (Californie)
Pour les articles homonymes, voir Lawndale.
Lawndale est une ville située dans le comté de Los Angeles, dans l'État de Californie aux États-Unis. Au recensement de 2010 sa population était de 32 769 habitants, estimée à 33 078 habitants en 2017, dont une majorité de Latinos.

## Géographie
Selon le Bureau du recensement, elle a une superficie de 5,1 km2.

## Démographie
| Groupe            | Lawndale | Californie | États-Unis |
| ----------------- | -------- | ---------- | ---------- |
| Blancs            | 43,6     | 57,6       | 72,4       |
| Autres            | 28,6     | 17,0       | 6,2        |
| Afro-Américains   | 10,1     | 6,2        | 12,6       |
| Asiatiques        | 10,0     | 13,1       | 4,8        |
| Métis             | 5,7      | 4,9        | 2,9        |
| Océaniens         | 1,1      | 0,4        | 0,2        |
| Amérindiens       | 0,9      | 1,0        | 0,9        |
| Total             | 100      | 100        | 100        |
|                   |          |            |            |
| Latino-Américains | 61,0     | 37,6       | 16,7       |

En 2010, les Mexicano-Américains représentent 40,6 % de la population de la ville, les Guatémalto-Américains 6,0 %, les Salvadoro-Américains 3,1 % et les Péruvo-Américains 1,6 %
Selon l'American Community Survey, en 2010, 53,56 % de la population âgée de plus de 5 ans déclare parler l'espagnol à la maison, 35,78 % déclare parler l'anglais, 3,46 % le vietnamien, 2,06 % le tagalog, 0,88 % l'arabe, 0,68 % l'ourdou, 0,67 % le japonais, 0,60 % le portugais et 2,30 % une autre langue.
| 1930  | 1940  | 1950  | 1960   | 1970   | 1980   |
| ----- | ----- | ----- | ------ | ------ | ------ |
| 3 119 | 2 885 | 4 364 | 16 058 | 24 825 | 23 460 |

| 1990   | 2000   | 2010   | - | - | - |
| ------ | ------ | ------ | - | - | - |
| 27 331 | 31 711 | 32 769 | - | - | - |

## Jumelages
Cagayán de Oro (Philippines)